# Procloeon tatualis
Procloeon tatualis is een haft uit de familie Baetidae. De wetenschappelijke naam van de soort is voor het eerst geldig gepubliceerd in 1985 door Waltz & McCafferty.
De soort komt voor in het Oriëntaals gebied.